# Camilla orientalis
Camilla orientalis är en tvåvingeart som beskrevs av Yang och Li 2002. Camilla orientalis ingår i släktet Camilla och familjen gnagarflugor. Inga underarter finns listade i Catalogue of Life.